# David Edward Albrecht
David Edward Albrecht ( 1962) es un botánico australiano. Su bachillerato en Ciencias aplicadas fue avalada en el Victorian College de Agric. y Hort. de Burnley; y su maestría en una de las Universidades de Melbourne.

## Biografía
Albrecht se unió al Herbario Nacional en Melbourne, Victoria, como técnico en diciembre de 1983, y fue promovido a botánico en 1985. Ha realizado publicaciones e informes, principalmente a las autoridades locales sobre aspectos de la gestión de la vegetación y en actividades industriales sobre el ambiente. Las revistas incluyen a Muelleria y Vic. Nat., e informes referidos a la Comisión Australiana de Herencia, Canberra.
- La abreviatura «Albr.» se emplea para indicar a David Edward Albrecht como autoridad en la descripción y clasificación científica de los vegetales.[2]